# Alexandre Karchakevitch
Alexandre Vladimirovitch Karchakevitch (en biélorusse : Аляксандр Уладзіміравіч Каршакевіч, russe : Александр Владимирович Каршакевич, en anglais Aleksandr Karshakevich), né le 6 avril 1959 à Minsk (URSS, aujourd'hui Biélorussie), est un ancien joueur de handball soviétique puis biélorusse évoluant au poste d'ailier gauche. Il est souvent considéré, avec le Roumain Maricel Voinea, comme l'un des inventeurs de la roucoulette,.
Avec la sélection nationale soviétique, il est notamment champion du monde en 1982 et champion olympique en 1988.
En décembre 1990, alors qu'il avait notamment remporté sa troisième Coupe des clubs champions avec le SKA Minsk, il profite de l'effondrement de l'URSS et rejoint l'Allemagne et le club du DJK Hürth Gleuel qui évolue seulement au niveau régional.

## Palmarès de joueur

### Sélection nationale
- Jeux olympiques[1]
  -  Médaille d'argent aux Jeux olympiques de 1980 à Moscou,  Union soviétique
  -  Médaille d'or aux Jeux olympiques de 1988 à Séoul,  Corée du Sud
- Championnats du monde
  -  Médaille d'or au Championnat du monde 1982
  -  Médaille d'argent au Championnat du monde 1990
- Autres
  -  Médaille d'or au Championnat du monde junior 1979

### En club
Compétitions internationales
- Vainqueur de la Coupe des clubs champions (3) : 1987, 1989, 1990
- Vainqueur de la Coupe des vainqueurs de coupe (2) : 1983, 1988
- finaliste de la Supercoupe d'Europe en 1983

Compétitions nationales
- Vainqueur du Championnat d'URSS (6) : 1981, 1984, 1985, 1986, 1988, 1989
- Vainqueur de la Coupe d'URSS (3) : 1980, 1981, 1982